# Sant'Atanasio (titre cardinalice)
Le titre cardinalice de Sant'Atanasio (Saint Athanase) est érigé par le pape Jean XXIII le 22 février 1962 dans la constitution apostolique Prorsus singularia. Il est rattaché à l'église Sant'Atanasio dei Greci qui se trouve dans le rione Campo Marzio au centre de Rome.

## Titulaires
- Gabriele Acacio Coussa, B.A. (1962)
- Josyf Slipyj (1965-1984)
- Lucian Mureșan (2012- )